# Thể hiện bản thân theo giới tính
Thể hiện bản thân theo giới tính hay là gender expression là sự tự do thể hiện cá tính, hành động, phong thái và con người vốn có của mình theo giới tính xã hội, nữ tính hoặc nam tính. Khái niệm này bao gồm cả việc thể hiện giới tính.

## Thuật ngữ
Thể hiện bản thân theo giới tính thường phản ánh bản dạng giới của một người (ý thức bên trong về giới tính của chính họ), nhưng điều này không phải lúc nào cũng đúng. Thể hiện bản thân theo giới tính là riêng biệt và độc lập với cả xu hướng tính dục và chỉ định giới tính. Bản dạng giới có thể được thể hiện thông qua hành vi, quần áo, tóc, trang điểm và các khía cạnh khác của hình thức bên ngoài của một người. Thể hiện bản thân theo giới tính không phải lúc nào cũng phù hợp với bản dạng giới của một người. Một kiểu thể hiện bản thân theo giới tính được coi là không điển hình đối với giới tính được nhìn nhận bên ngoài của một người có thể mô tả là không tuân theo giới tính.
Ở đàn ông và con trai, thể hiện bản thân theo giới tính điển hình hoặc nam tính thường được mô tả là nam tính, trong khi biểu hiện không điển hình hoặc nữ tính được gọi là ẻo lả. Ở các cô gái và phụ nữ trẻ, biểu hiện nam tính không điển hình được gọi là tomboyish. Ở phụ nữ đồng tính nữ và đồng tính nữ, các biểu hiện nam tính và nữ tính được gọi là butch và femme tương ứng. Một hỗn hợp biểu hiện điển hình và không điển hình có thể được mô tả là ái nam ái nữ. Một kiểu biểu hiện được coi là không phải nữ tính hay nam tính điển hình có thể được mô tả là trung tính hoặc không phân biệt giới tính.
Thuật ngữ biểu hiện giới được sử dụng trong Các nguyên tắc Yogyakarta, liên quan đến việc áp dụng luật nhân quyền quốc tế liên quan đến xu hướng tính dục, bản dạng giới, biểu hiện giới và đặc điểm giới tính. Thuật ngữ này cũng chỉ định một tiêu chí để bảo vệ nhân quyền ở một số quốc gia, bao gồm cả Canada.

## Thuật ngữ liên quan
Các thuật ngữ khác, ít sử dụng hơn cho các khía cạnh thể hiện bản thân theo giới tính. Trong các nguồn học thuật, thể hiện bản thân theo giới tính nữ ở nam giới (thuộc bất kỳ khuynh hướng nào) có thể được gọi là gynemimetic (tính từ: gynemimetic). Ngược lại là andromimetic (tính từ: andromimetic).:402